# تيفوس وبائي
التيفوس الوبائي نوع من أنواع التيفوس ويعرف أيضاً باسم التيفوس التقليدي أو تيفوس القمل وهو أكثر أنواع التيفوس انتشارًا. ويتم انتشاره عن طريق القمل البشري. وقد ارتبط هذا النوع من التيفوس بالحروب والمجاعات عبر التاريخ، بسبب التجمعات المكتظَّة وعدم النظافة وغالباً ما يؤدي إلى موت الجنود بأعداد أكثر من أولئك الذين يموتون في القتال. فقد قدَّر المراقبون أن التيفوس قد قتل أكثر من ثلاثة ملايين شخص في روسيا خلال الفترة الثورية التي أعقبت الحرب العالمية الأولى (1914- 1919م) وتشمل أعراضه الصداع الشديد، وارتفاع في درجة الحرارة المستمر والسعال، الطفح الجلدي، وآلام شديدة في العضلات، قشعريرة، وانخفاض ضغط الدم، ذهول، الحساسية للضوء، الهذيان والموت.

## طرق الانتقال
تنتقل العدوى بالريكتسية البروفاتسيكية (R. prowazekii) إلى القمل البشري عندما يعتاش على شخص مصاب، فتنمو هذه الجراثيم في القناة الهضمية للقمل وتُطرح في برازه، ومن ثم ينتقل المرض لشخص سليم عندما يحك موضع عضة القمل (المسببة للحكة) مسبباً دخول البراز في الجرح الناتج، وتترواح فترة الحضانة بين أسبوع وأسبوعين، ويمكن للريكتسية البروفاتسيكية أن تبقى عيوشة ومفوّعة في براز القمل الجاف لعدة أيام، علماً أن التيفوس سيقتل القمل في النهاية، ولكنه سيبقى عيوشاً لعدة أسابيع في القمل الميت.
ترافق التيفوس عبر التاريخ مع فترات الحروب والحرمان، ففتك على سبيل المثال بملايين السجناء في معسكرات الاعتقال النازية الألمانية خلال الحرب العالمية الثانية، فقد أدى تدهور النظافة في معسكرات مثل أوشفيتز، وثيريزينشتات وبرغن-بلسن لنشوء ظروف مثالية لانتشار أمراض مثل التيفوس، وقد تتضمن الظروف الملائمة لنشوء وباء تيفوس في القرن الحادي والعشرين مخيمات اللاجئين أثناء نشوب مجاعات هائلة أو كوارث طبيعية. في الفترات الفاصلة بين تفشيات الوباء، حينما تكون العدوى بين البشر أقل تواتراً، يعمل السنجاب الطائر بمثابة مستودع حيواني لجرثومة الريكتسية البروفاتسيكية.
أثبت هنريك دا روشا ليما عام 1916 أن الريكتسية البروفاتسيكية كانت العامل المسبب للتيفوس، وسمّاها تيمناً بهاورد تايلر ريكيتس وستانيسلوس فون بروازيك، وهما اختصاصيان في علم الحيوان توفيا جراء الإصابة بالتيفوس أثناء تحريهما الأوبئة، وفور التعرف على هذه الحقائق المفتاحية، تمكن رودولف ويغل عام 1930 من تصميم طريقة عملية وفعالة لإنتاج اللقاح، وذلك بطحن أحشاء القمل المصاب الذي كان يمص دم مريض التيفوس، ولكن هذه العملية كانت خطيرة للغاية، لما تضمنته من احتمال إصابة العاملين عليها.
ومن ثم طور هيرالد ر. كوكس طريقة أكثر أماناً لإنتاج اللقاح بكميات كبيرة باستخدام صفار البيض عام 1938، فأصبح هذا اللقاح متوفراً على نطاق واسع واستُخدم بكثرة بحلول عام 1943.

## التشخيص
يعطي المريض المصاب نتائج إيجابية بعد عشرة أيام في كل من مقايسة التألق المناعي اللامباشر، والمقايسة الامتصاصية المناعية للإنزيم المرتبط وتفاعل البوليمراز المتسلسل.

## المعالجة
تعالَج العدوى بالمضادات الحيوية، وقد يكون هناك حاجة لإعطاء السوائل الوريدية والأوكسيجين لتحقيق استقرار حالة المريض، وتتفاوت معدلات الوفيات المعالجة وغير المعالجة بشكل كبير: 10-60% لغير المعالجة مقابل 0% تقريباً عند المعالجة بالمضادات الحيوية خلال ثمانية أيام من العدوى البدئية، وعادة ما يُستخدم التيتراسايكلين، والكلورأمفينيكول والدوكسيسيكلين، ويمكن الوقاية من العدوى أيضاً بواسطة التلقيح.
وتركز بعض أبسط طرق الوقاية والعلاج على منع الإصابة بقمل الجسم، فيساعد كل من التغيير الكامل للملابس، وغسل ملابس المصاب بالماء الساخن، وفي بعض الحالات تعقيم ملاءات الأسرّة المستخدمة مؤخراً أيضاً، في الوقاية من التيفوس بإزالة القمل المحتمل إصابته به، وقد يؤدي ترك الملابس دون ارتداء أو غسيل لمدة 7 أيام لموت القمل وبيوضه، لعدم تمكنه من الوصول لمضيفه البشري، ويتطلب نمط آخر من منع الإصابة بالقمل تعفير الملابس الموبوءة بمسحوق يتألف من 10% دي دي تي، و1% مالاثيون، أو 1% بيرمثرين، يستطيع قتل القمل وبيوضه.

## تاريخ التيفوس الوبائي
وُصف التيفوس لأول مرة غالباً عام 1083 في دير لا كافا بالقرب من ساليرنو في إيطاليا، وفي عام 1546، وصفه الطبيب الفلورنسي غيرولامو فراكاستورو في مقالته الشهيرة عن الفيروسات والعدوى (De Contagione et Contagiosis Morbis).
كان لمرض التيفوس آثاراً مدمرة على البشر ونتجت عنه مئات الآلاف من الوفيات خلال الحرب العالمية الثانية.
وخلال السنة الثانية من الحرب البيلوبونيسية (عام 430 قبل الميلاد) تعرضت دولة مدينة أثينا في اليونان القديمة لوباء مدمر، عُرف بطاعون أثينا، فتك ببريكليس وابنيه الأكبر سناً من بين آخرين، ومن ثم عاد الطاعون مرتين، إحداهما كانت في عام 429 قبل الميلاد، والأخرى في شتاء 427 أو 426 قبل الميلاد، ويُعتبر التيفوس الوبائي مرشحاً قوياً لسبب تفشي هذا المرض، حسب إفادة آراء طبية وعلمية.
وصل التيفوس إلى أوروبا أيضاً عن طريق الجنود الذين كانوا يقاتلون في قبرص، وظهر الوصف الموثوق الأول لهذا المرض خلال حصار الملوك الكاثوليكيين لإمارة غرناطة عام 1489 أثناء حرب غرناطة، فتتضمن التقارير وصفاً لحمى وبقع حمراء على الأذرع، والظهر والصدر، وترقي الأعراض لتشمل هذياناً، وتقرحات غنغرينية، ورائحة لحم متعفن، فخسر الكاثوليك خلال الحصار 3000 رجل أمام العدو، مقابل 17000 وفية إضافية جراء التيفوس.
شاع التيفوس في السجون أيضاً (وفي البيئة المزدحمة حيث ينتشر القمل بسهولة)، حيث عُرف بـحمى غاول أو السجن، فتفشت حمى السجن غالباً عند تكديس السجناء معاً في غرف مظلمة وقذرة، فكان السجن حتى موعد جلسة المحكمة التالية بمثابة الحكم بالإعدام، وكان المرض معدياً للغاية لدرجة أن السجناء الماثلين أمام المحكمة أعدوا اللجنة نفسها.
تبع الحادثة السوداء لمحكمة الجنايات العليا في أوكسفورد عام 1577، توفي ما يزيد عن 300 شخص جراء التيفوس الوبائي، بمن فيهم المتحدث اللورد روبيرت بيل، البارون الرئيس للخزانة، ومن ثم قتل التفشي التالي للتيفوس، بين عامي 1577 و1579، 10% تقريباً من عدد سكان إنكلترا، وفي عام 1759، قدّرت السلطات الإنكليزية موت ما يقارب ربع السجناء كل عام جراء حمى السجن.
تفشت الأوبئة في جميع أنحاء أوروبا خلال الحرب الأهلية الإنكليزية، وحرب الثلاثين عاماً والحروب النابليونية، وخلال انسحاب نابليون من موسكو عام 1812، كانت حصيلة جنوده المتوفين جراء الإصابة بالتيفوس أكثر ممن قُتلوا على أيدي الروس، وفي أيرلندا تفشى وباء كبير بين عامي 1816 و1819، ومرةً أخرى في أواخر ثلاثينينات القرن التاسع عشر، بينما تفشى وباء تيفوس كبير آخر أثناء المجاعة الأيرلندية العظمى بين عامي 1846 و1849، وانتشر التيفوس الأيلرندي لإنكلترا، فُسمي أحياناً بـ«الحمى الأيرلندية»، وتميز بفوعته، فقد فتك بالناس من مختلف الطبقات الاجتماعية، نظراً لأن القمل كان متوطناً ولا مفر منه، ولكن الشدة الأكبر كانت بين أفراد الطبقة الاجتماعية الدنيا أو «غير النظيفة»، وفي كندا، قتل وباء التيفوس شمال الأمريكي عام 1847 ما زاد عن 20,000 شخص، معظمهم من المهاجرين الأيرلنديين في أكواخ الحمى وأنماط أخرى من الحجر، والذين كانوا قد التقطوا العدوى بالمرض على متن السفن ذات الظروف الصحية السيئة.
في أمريكا، قتل وباء التيفوس ابن فرانكلن بيرس في كونكورد في نيو هامبشاير عام 1843، وتفشى في فيلاديلفيا عام 1837، وتفشت عدة أوبئة في بالتيمور، وممفيس وواشنطن العاصمة بين عامي 1865 و1873، وكانت الحمى التيفوسية قاتلاً أساسياً أثناء الحرب الأهلية الأمريكية، رغم أن حمى التيفوئيد كانت المسبب الأكثر انتشاراً لـ«حمى معسكرات» تلك الحرب، علماً أن التيفوئيد مرض مختلف تماماً عن التيفوس.
تضمنت محاولة الطبيب، وعالم الأنثروبولوجيا والمؤرخ رودولف فيرخوف في السيطرة على تفشي التيفوس في سيليزيا العليا، بالإضافة إلى تقريره اللاحق والمتألف من 190 صفحة، ملاحظته بأن تدبير التفشي لم يكمن في العلاج الفردي أو التغيرات البسيطة في الإسكان، أو الطعام أو الملابس المقدمة، وإنما في التغييرات الهيكلية واسعة النطاق التي استهدفت مشكلة الفقر مباشرة، وقد أدت تجربة فيرخوف في سيليزيا العليا لملاحظة أن «الطب علم اجتماعي»، وقد أدى تقريره لتغييرات في سياسة الصحة العامة الألمانية.